# Akademija složnih
Akademija složnih (talijanski: Accademia dei Concordi) bilo je književno društvo osnovano u Dubrovniku u prvoj polovici 16. stoljeća. Akademiju je osnovao Sabo Bobaljević Mišetić u Palači Sponzi po ugledu na talijanska književna društva, a članovi su joj bili i neki važniji dubrovački pisci. Od 1599. do 1604. godine djelovala je pri isusovačkom Rimskom kolegiju Academia linguae Illyricae, kojoj je glavni cilj bio učenje hrvatskoga jezika.